# Fürstenmühle (Scheidegg)
Fürstenmühle (westallgäuerisch: Füǝschtǝmilǝ) ist ein Gemeindeteil der Marktgemeinde Scheidegg im bayerisch-schwäbischen Landkreis Lindau (Bodensee).

## Geographie

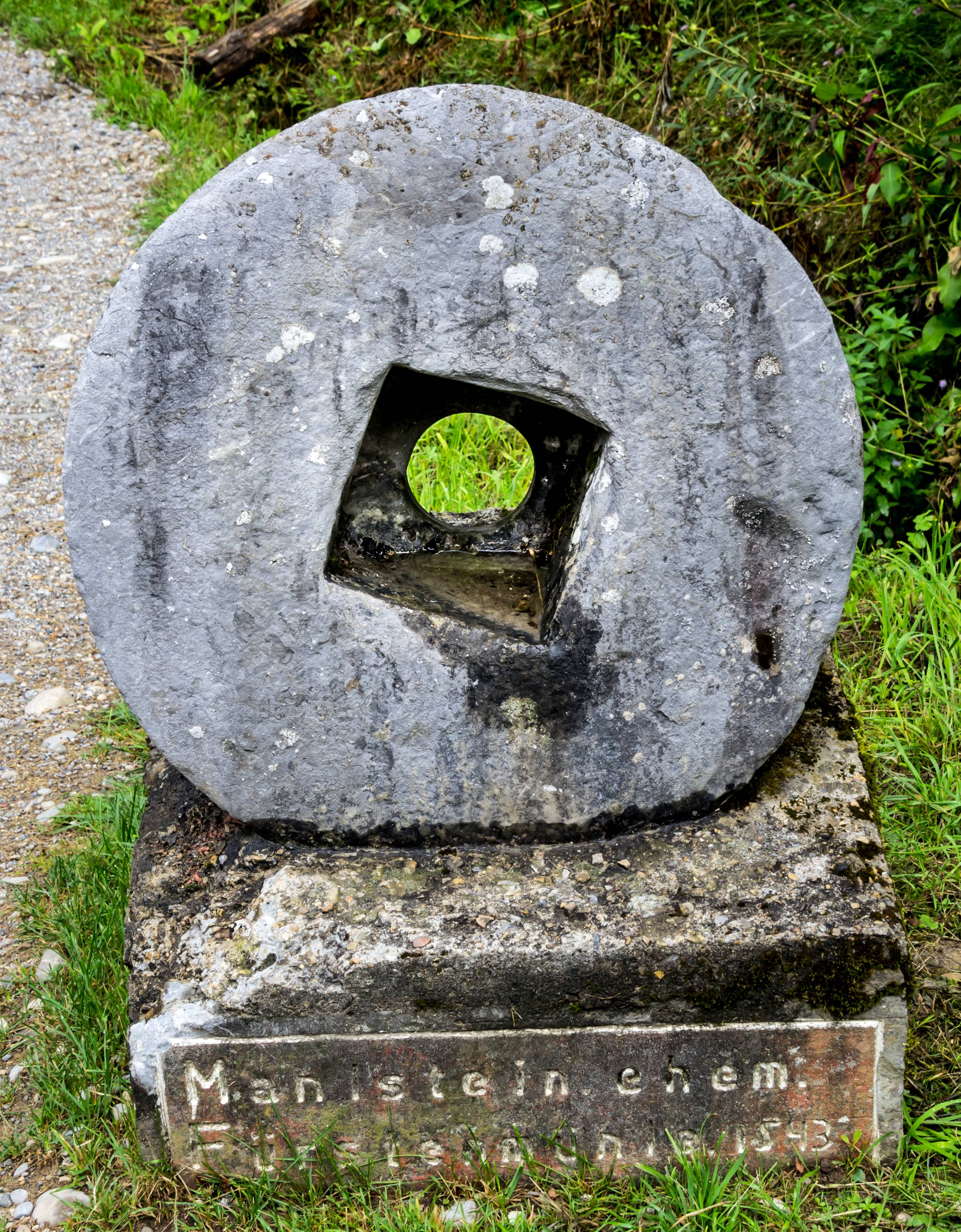
Mahlstein der ehemaligen Fürstenmühle 1543

Die Einöde liegt circa 1,3 Kilometer nördlich des Hauptorts Scheidegg und zählt zur Region Westallgäu. Nördlich der Ortschaft verläuft die Queralpenstraße B 308. Im Ort befinden sich die Scheidegger Wasserfälle im Naturschutzgebiet Rohrachschlucht.

## Ortsname
Der Ortsname beschreibt im Grundwort eine Mühle, im Bestimmungswort den Familiennamen Fürst und bedeutet somit Mühle des Fürst.
Da der Ort historisch Festmühle oder Vestamühle geheißen haben soll, wäre auch das mittelhochdeutsche Wort veste für Befestigung als Bestimmungswort möglich.

## Geschichte
Ein Gedenkstein an die Fürstenmühle weist als Ersterwähnung der Fürstenmühle das Jahr 1543 auf. 1818 wurde der Ort Fürstenmühle erstmals mit einem Wohngebäude im Ortsverzeichnis aufgeführt und bestand dort bis 1900. 1925 wurde die Mühle abgebrochen. Seit 1950 ist der Ort wieder im Ortsverzeichnis aufgeführt.

## Sehenswürdigkeiten
- Scheidegger Wasserfälle, Geotop mit mehreren Felsstufen, über die der Rickenbach insgesamt einen Höhenunterschied von über 40 m überwindet